# Bythinella nothites
Bythinella nothites е вид коремоного от семейство Hydrobiidae.

## Разпространение
Видът е разпространен в Словения.